# Pellaea sagittata
Pellaea sagittata là một loài thực vật có mạch trong họ Adiantaceae. Loài này được (Cav.) Link miêu tả khoa học đầu tiên năm 1841.